# Guerra ruso-sueca (1590-1595)
La guerra ruso- sueca de 1590-1595 fue un conflicto militar instigado por el regente del Zarato ruso, Borís Godunov con la esperanza de ganar el territorio del Ducado de Estonia, en el golfo de Finlandia que pertenecía a Suecia desde la anterior Guerra Livona.
A principios de 1590, tan pronto como expiró la Tregua de Plussa, un gran ejército ruso liderado por Godunov y su cuñado, el zar Teodoro I de Rusia, marcharon desde Moscú hacia Nóvgorod. El 18 de enero cruzaron el río Narva y sitiaron el castillo sueco de Narva, comandado por Arvid Stålarm. Otra fortaleza importante, Jama (Jamburg), cayó ante las fuerzas rusas en dos semanas. Al mismo tiempo, los rusos arrasaron Estonia hasta llegar a Reval (Tallin) y en Finlandia hasta Helsingfors (Helsinki).
El 25 de febrero, el gobernador local sueco Klas Henriksson Horn fue forzado a firmar un armisticio, que obligaba a Suecia a entregar los territorios reconocidos por el Tratado de Plussa (Jama, Koporie e Ivángorod). Este acuerdo de paz desagradó al rey Juan III de Suecia, que envió una flota para apoderarse de Ivángorod, pero este intento de sitiar la fortaleza fue rechazado. La tensión se redujo hasta verano de 1591, cuando los suecos atacaron Gdov y capturaron al gobernador local, el príncipe Vladímir Dolgorúkov.
El otro escenario de guerra fue Carelia del Este, donde los suecos saquearon la ciudad de Kola y otras poblaciones rusas alrededor del mar Blanco. Un grupo liderado por el jefe campesino finlandés Pekka Vesainen, destruyó el monasterio de Pechenga, el 25 de diciembre de 1589, matando a 50 monjes y 65 hermanos laicos. Después dirigió sus tropas a la bahía de Kola pero no pudo destruir la fortaleza de Kola, debida a la falta de hombres. En su lugar, capturó y quemó bahía de Kola (Kantalahti) y el pequeño asentamiento ruso de Kem. Una vez más, debido la falta de hombres, no pudo capturar el monasterio de Solovetsky en las Islas Solovetsky.
El gobierno de Godunov se sobrepuso gradualmente a estos contratiempos, enviando al príncipe Volkonski a pacificar Karelia, mientras que los nobles rusos - Bogdán Belski, Fiódor Mstislavski y el príncipe Trubetskói- devastaron Finlandia. Posteriormente, la guerra se instaló en una fase de escaramuzas mutuas. Pasaron tres años hasta que Suecia acordó firmar en mayo de 1595, el Tratado de Teusina. El tratado restituía a Rusia todo el territorio cedido a Suecia, en la Tregua de Plussa de 1583, a excepción de Narva. Rusia tuvo que renunciar a cualquier reclamación relativa a Estonia, incluido Narva y se confirmó la soberanía de Suecia sobre Estonia, establecida en 1561.